# Raoul de Cambrai
Raoul de Cambrai (konec 12. století) je francouzský středověký hrdinský epos, jeden z tzv. chansons de geste. Společně s eposem Chanson de Bernier (Píseň o Bernierovi)  z počátku 13. století patří do regionálního Severofrancouzského cyklu. Protože se zabývá bojem o léno, zaviněným zvůlí panovníka (v tomto případě Ludvíka IV.), bývá někdy řazen do  Cyklu Doona Mohučského.

## Původ a charakteristika písně
Raoul de Cambrai je, podobně jako mnoho dalších regionálních písni, obrazem krize tehdejší společnosti, která je zdevastována nesmyslnými a krutými feudálními válkami, ve kterých nemůže nikdo zvítězit.
Obsah písně je založen na skutečné historické události, kterou popisuje ve svých Annales (Letopisy) kronikář Katedrály Notre-Dame v Remeši Flodoard (asi 893–966). Ten líčí, jak roku 943 za vlády Ludvíka IV. se Raoul de Cambrai rozhodl po smrti hraběte z Vermandois Herberta získat silou jeho panství a byl přitom zabit. Touto událostí byl údajně inspirován truvér z Laonu Bertholais, očitý svědek popsaných událostí.
Na dnes ztracené Bertolaisově verzi je založena první část písně, která je považována za klasickou chanson de geste. Druhá část, Chanson de Bernier (Píseň o Bernierovi) byla doplněna na počátku 13. století, je záměrně napsána v archaických asonancích a obsahem se blíží rytířskému románu. Někdy je považována za samostatné dílo, někdy za součást písně Rauol de Canbrai.

## Obsah písní

### Raoul de Cambrai
Po smrti Raoulova otce Raoula Taillefera dá král Ludvík jeho léno, Cambrai, Giboinovi de Mons. Opomenul přitom nejen Raoula, ale i jeho matku a vdovu Aalais, vlastní sestru, kterou nutí do sňatku s Giboinem. Raoulův poručník, arraský hrabě Guerri le Sor, vymáhá na králi pro Raoula jiné léno. Raoul se objeví u královského dvora společně se svým panošem Bernierem a požaduje jako náhradu za Cambrai hrabství Vermandois, které však drží čtyři synové zemřelého hraběte Herberta. Slabošský Ludvík Raoulův požadavek akceptuje s tím, že si léno musí vybojovat. Vinou krále tak začne feudální válka, kterou Raoul vede krutě a bezohledně, žene se od násilí k násilí, které jej strhne do konečné záhuby. Bernier mu stojí věrně po boku, ačkoliv je nemanželským synem jednoho z Herbertových synů. V jeho nitru tak probíhá svár mezi pokrevními svazky a vazalskou věrností. Když však Raoul zapálí klášter v Origny a nechá v něm uhořet všechny jeptišky včetně abatyše, která je Bernierovou matkou, Bernier to považuje za skutek, který jej vazalské věrnosti zbavuje. Uchýlí se do Vermandois a v následující bitvě u Origny pak Raoula zabije. Tím končí první část písně.

### Píseň o Bernierovi
V druhé části, nazývané Chanson de Bernier (Píseň o Bernierovi), válka pokračuje. Guerri se vrací do Cambrai s mrtvým Raoulem a nedospělý syn Aalaisiny dcery Gautier přísahá pomstu za svého strýce. Po čtyřech letech se obě strany setkají na Ludvíkově dvoře a při hostině se na sebe vrhnou. Zásluhou Aalais je nakonec sjednáno příměří a mír je zpečetěn sňatkem Berniera s Guerriho dcerou. Následuje několik Bernierových dobrodružství připomínajících svým obsahem rytířský román (únos jeho manželky, saracénské zajetí atp.) Po letech klidného žiovta se Bernier vydá s Guerrim na pouť do Santiaga de Compostely. Při návratu přes Origny si Guerri vzpomene na Raoulovu smrt a Berniera zabije. Bernierův syn Julien přísahá pomstu a krvavý konflikt tak přechází na další pokolení. Julien se svými bratry oblehne Guerriho v jeho městě Arrasu a v těchto bojích padne Gautier. Guerri prchne z obleženého města a zmizí.